# Granuleubria kurdistanica
Granuleubria kurdistanica is een keversoort uit de familie keikevers (Psephenidae). De wetenschappelijke naam van de soort werd in 1994 gepubliceerd door Jäch & Lee.